# Nauka autentyczna
Nauka autentyczna (Authentikos logos) – gnostycki utwór z Nag Hammadi (NHC VI,3). Treść to opis dziejów duszy w świecie materialnym. W utworze są liczne aluzje do tradycji platońskiej i chrześcijańskiej. Wymowa pisma podobna do Egzegezy o duszy (NHC II,6).